# Ana Gherman
Ana Gherman (n. 1882, Năsăud – d. 1969, Cluj) a fost un deputat în Marea Adunare Națională de la Alba Iulia, organismul legislativ reprezentativ al „tuturor românilor din Transilvania, Banat și Țara Ungurească”, cel care a adoptat hotărârea privind Unirea Transilvaniei cu România, la 1 decembrie 1918.:p. 77

## Biografie
Ana Gherman a activat în corurile românești din Bistrița și în echipa locală de teatru.:p. 121

## Activitatea politică

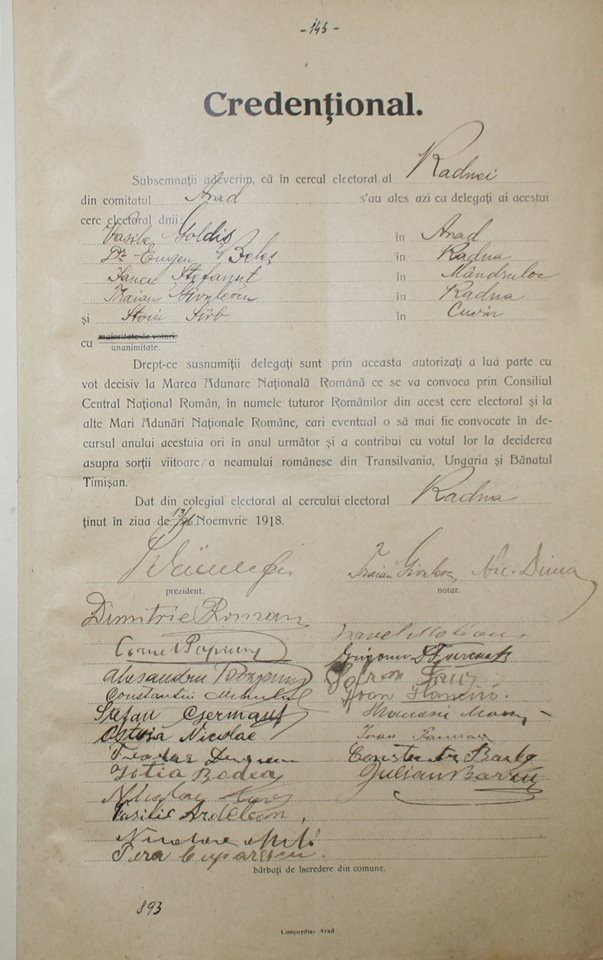
Credențional

Ca deputat în Adunarea Națională din 1 decembrie 1918 a reprezentat, ca delegat de drept, Reuniunea de binefacere a femeilor greco-catolice și greco-ortodoxe din Bistrița:p. 121